# Веселка (журнал, США)
Весе́лка — дитячий щомісячний часопис, започаткований у 1954 році видавництвом «Свобода» заходами Українського народного союзу (США). Часопис виходив як додаток до газети «Свобода» у 1954-1994 роках.